# جاكسون بوستويك
جاكسون بوستويك (بالإنجليزية: Jackson Bostwick)‏ هو ممثل أمريكي، ولد في 23 أكتوبر 1943 في Carlisle, Pennsylvania ‏ في الولايات المتحدة.

## وصلات خارجية
- جاكسون بوستويك على موقع IMDb (الإنجليزية)
- جاكسون بوستويك على موقع قاعدة بيانات الفيلم (الإنجليزية)